# Holan (pivo)
Holan je značka piva vyráběného v holickém pivovaru v olomoucké městské části Holice. Pivovar fungoval od roku 1896 do roku 2000, kdy byla výroba uzavřena a veškeré statky převzal pivovar Litovel.

## Vařená piva
- Holan Classic (světlé výčepní)
- Václav Premium (světlý ležák)